# 고양이 (1965년 영화)
고양이(What's New, Pussycat)는 미국, 프랑스에서 제작된 클리브 도너 감독의 1965년 코미디 영화이다. 피터 셀러스 등이 주연으로 출연하였고 찰스 K. 펠드먼 등이 제작에 참여하였다.

## 출연

### 주연
- 피터 셀러스
- 피터 오툴

### 조연
- 로미 슈나이더
- 폴라 프렌티스
- 우디 앨런
- 우슬라 안드레스

## 제작진
- 미술: 자크 솔니에